# Riu Dubnà
|  | Per a altres significats, vegeu «Dubnà». |

El Dubnà (en rus, Дубна) és un riu que transcorre per les províncies de Vladímir i Moscou, a Rússia; és un afluent per la dreta del Volga. Té una llargada de 167 km. La seva conca de drenatge és de 5.350 km². El seu afluent principal és el riu Sestrà. La ciutat de Dubnà es troba a la confluència dels rius Dubnà i Volga.

## Arqueologia
L'any 2011, un equip internacional d'arqueòlegs va trobar en un jaciment arqueològic a la vora del riu Dubnà una sèrie d'aparells de pesca de 7.500 anys d'antiguitat, de gran complexitat tècnica i molt ben conservats. Són les restes d'aquest tipus més antigues que s'han trobat a Europa. Els ganivets estan fets amb costelles d'ant. El motiu d'haver-se conservat aquest material orgànic és per trobar-se dins d'un nivell de torbera, que és molt àcida i conserva els materials orgànics. L'estudi de les restes trobades permetrà conèixer el paper de la pesca en les poblacions europees d'inicis de l'Holocè, especialment en les zones com aquesta, on els seus habitants no practicaren l'agricultura fins a gairebé l'edat del ferro.